# ゲンナジー・プロヴァトロフ
ゲンナジー・パンテレイモノヴィチ・プロヴァトロフ（ロシア語: Геннадий Пантелеймонович Проваторов; ラテン文字表記例：Gennady  Panteleimonovich Provatorov, 1929年3月11日 - 2010年5月4日）は、旧ソ連出身の指揮者。
モスクワ生まれ。モスクワ音楽院でアレクサンドル・ゴリデンヴェイゼルにピアノ、キリル・コンドラシンやアレクサンドル・ガウクに指揮法を学び、1956年に卒業。1957年にハリコフのオーケストラを指揮し、その翌年にドニエプロペトロフスクのオーケストラの指揮者に転じた。1961年にモスクワに戻ってスタニスラフスキー劇場の指揮者となり、任期中の1962年にはドミートリイ・ショスタコーヴィチの《カテリーナ・イズマイロヴァ》の初演を指揮している。1965年にボリショイ劇場に出向した後、オデッサ歌劇場に首席指揮者に就任。1968年にはレニングラードのマールイ劇場の音楽監督を務め、1971年にはクイビシェフ・フィルハーモニー管弦楽団の常任指揮者に転じ、1981年までその任に当たった。1984年から1989年までベラルーシ国立歌劇場、1998年から翌年までベラルーシ国立アカデミー交響楽団のそれぞれの音楽監督を歴任。
ミンスクにて没。